# Regierung Walpole–Townshend

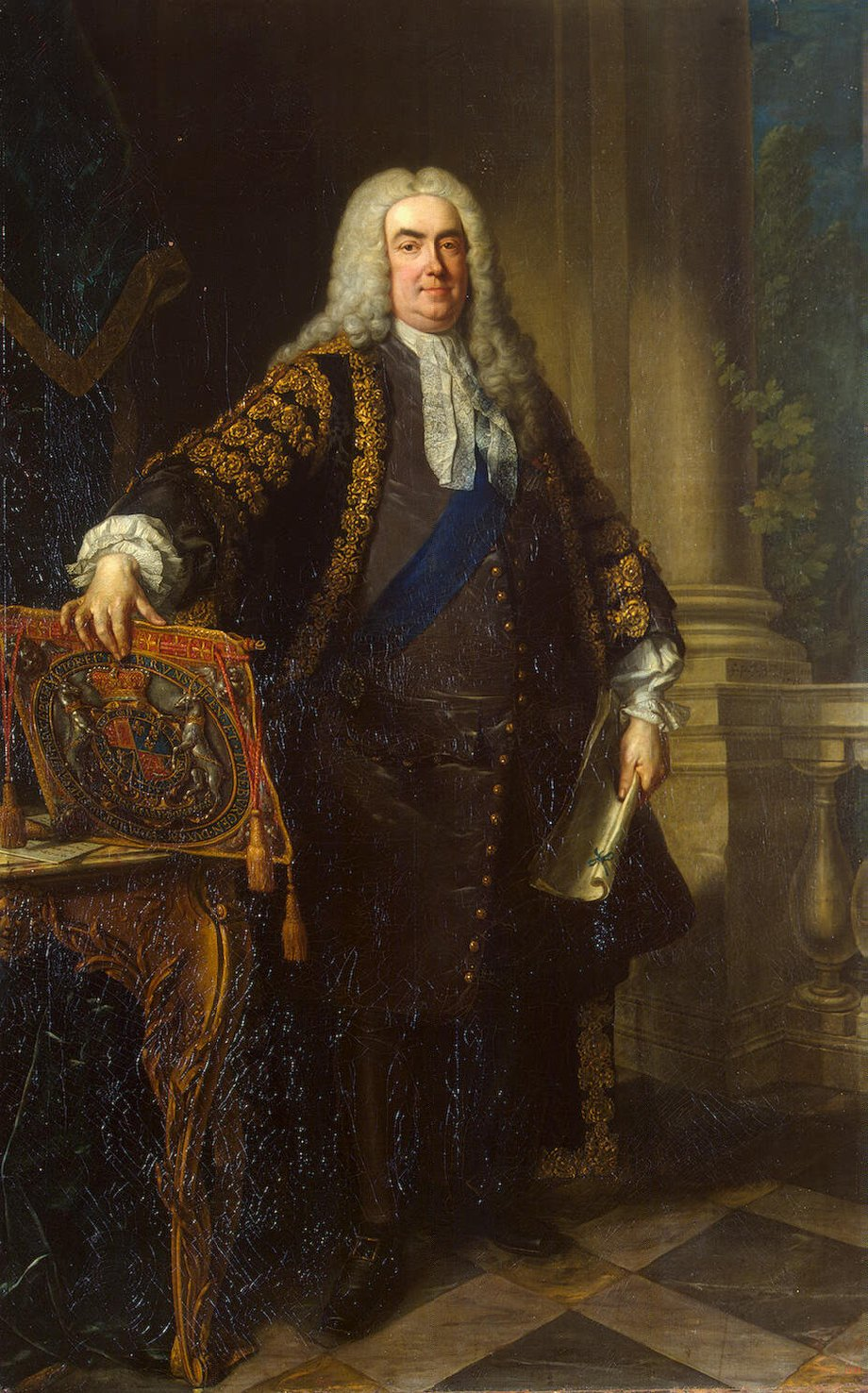
Robert Walpole wurde 1721 erster Premierminister Großbritanniens und bekleidete dieses Amt fast 21 Jahre lang bis 1742.

Die Regierung Walpole–Townshend war die Regierung im Königreich Großbritannien vom 4. April 1721 bis zum 15. Mai 1730.
Nachdem die Zweite Regierung Stanhope–Sunderland wegen der „Südseeblase“ (South Sea Bubble), einer finanziellen und politischen Krise der South Sea Company, zurücktreten musste, bildete der nunmehrige Erste Lord des Schatzamtes und Schatzkanzler Robert Walpole am 4. April 1721 eine Regierung, die nach ihm und dem Staatssekretär für den Norden, Charles Townshend, 2. Viscount Townshend, benannt wurde. Sie blieb bis zum 15. Mai 1730 im Amt und wurde daraufhin von der Regierung Walpole abgelöst. Der Regierung gehörten ausschließlich Mitglieder der liberalen Whigs an, die seit den Unterhauswahlen vom 22. Januar bis 9. März 1715 341 der 558 Mitglieder des Unterhauses (House of Commons) stellte, während die konservativen Tories unter Henry St. John, 1. Viscount Bolingbroke 217 Abgeordnete hatte.
Walpole steuerte innen- wie außenpolitisch einen erfolgreichen Ausgleichskurs. Er war stets um Frieden bemüht, damit die englische Handelsflotte den Wohlstand im Lande mehren und die Kolonialmacht ihre Stellung auf den Weltmeeren ausbauen konnte. Vom Kontinent blickten daher viele mit Neid auf die blühende Wirtschaft der Insel, wo das erfolgreiche britische Bürgertum aufgeklärt und selbstbewusst seine Ideale lebte, wenn auch die politische Macht weitgehend dem Adel vorbehalten blieb.

## Regierungsjahre 1721 bis 1730

### Unterhauswahlen, Korruption und der Politikstil Walpoles

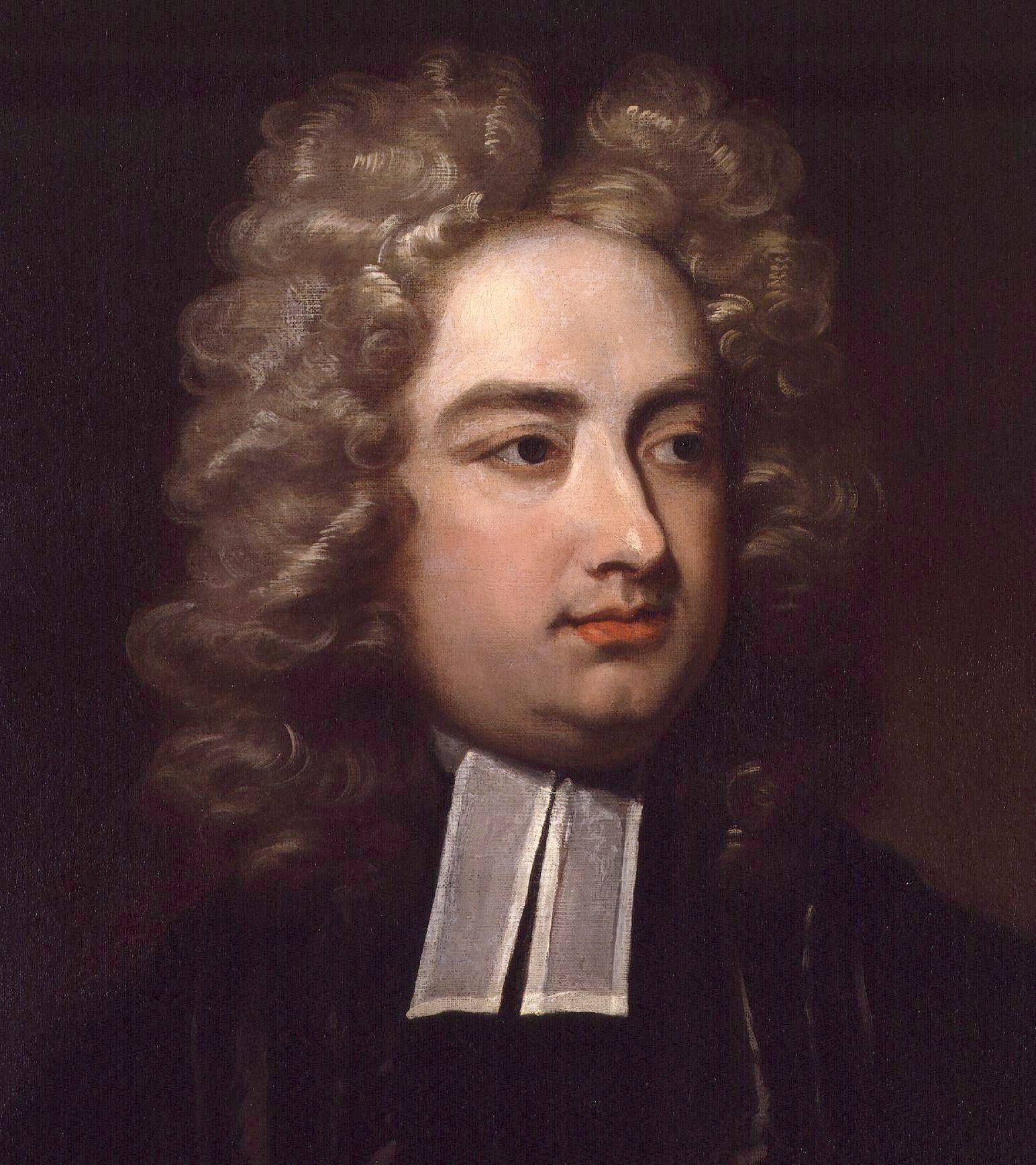
Jonathan Swift prangerte die Machenschaften Walpoles zur Sicherung der eigenen Stellung in seinem Buch Gullivers Reisen (1726) an.

Im Laufe der Amtszeit der Regierung fanden zwei Unterhauswahlen statt. Bei den Wahlen vom 19. März bis zum 9. Mai 1722 konnten die Whigs unter Sir Robert Walpole ihre absolute Mehrheit weiter ausbauen und erhielt 389 der 558 Mandate, während die nunmehr von Sir William Wyndham, 3. Baronet geführten Tories 169 Sitze gewann. Bei den darauf folgenden Unterhauswahlen vom 14. August bis 17. Oktober 1727 konnten die Whigs unter Walpole mit 415 der 558 Sitze ihre Mehrheit noch einmal vergrößern, obwohl mit den von William Pulteney geführten Patriot Whigs, die 15 Sitze erhielt, eine Abspaltung der Whigs zur Wahl stand. Die Torys, die wieder von Henry St. John, 1. Viscount Bolingbroke, geführt wurden, stellte nur noch 128 Abgeordnete.
Die Whigs stellten somit im Unterhaus die Mehrheit. Allerdings gab es damals noch keine Fraktionsdisziplin im heutigen Sinne. Auch in den Reihen der Whigs konnte aus Ehrgeiz, Neid, Eifersucht oder infolge von Streitigkeiten ein Komplott gegen den mächtigen Walpole geschmiedet werden. Daher war der Premierminister in der Anwendung seiner Mittel nicht kleinlich. „Alle diese Männer haben einen Preis“, meinte er und bediente sich seines eigenen Vermögens und der geheimen Staatsvorräte, um zahlreiche Abgeordnete zu kaufen. Diese Machenschaften zur Sicherung der eigenen Stellung waren sehr unerfreulich. Jonathan Swift prangerte sie in seinem Buch Gullivers Reisen (1726) an. Walpole musste sie jedoch im Interesse der politischen Sicherheit und des Wohlergehens des Königreiches anwenden. Das Wahlsystem begünstigte zudem die verschiedensten Möglichkeiten zur Einflussnahme. Das Wahlrecht wurde noch als Privileg betrachtet. Es war nicht durch allgemeingültige Gesetze geregelt und wurde in wurde in den verschiedenen Gegenden Englands sehr unterschiedlich gehandhabt. In einigen wenigen Ortschaften galt nahezu die allgemeine Wahl, in anderen wiederum musste der Wahlberechtigte über ein bestimmtes jährliches Einkommen verfügen. Insgesamt war es etwa 250.000 Wähler, welche die 558 Abgeordneten für das Unterhaus bestimmten. Die Städte waren im Parlament weniger gut vertreten als die Grafschaften. Dieses Missverhältnis wurde immer stärker, da das Recht, Abgeordnete nach London zu schicken, vor langer Zeit vergeben worden war und infolgedessen die neueren Entwicklungen – die steigende Bevölkerungszahl und die Landflucht in die Industriestädte – nicht berücksichtigte. Verständlicherweise konnte auf eine kleine Wählerschaft bei der Wahl leicht Druck ausgeübt werden. In einigen Wahlbezirken, den sogenannten „Rotten boroughs“, genügte der Ankauf einiger Stimmen, um gewählt zu werden. Am Tag der öffentlichen Wahlen mussten die Stimmen dann unter „Aufsicht“ abgegeben werden. Unter diesen korrupten Bedingungen konnte Walpole mit seinen Helfershelfern und seinem Geld „Wunder“ bewirken.

### Thronbesteigung von König Georg II. und andere innenpolitische Ereignisse

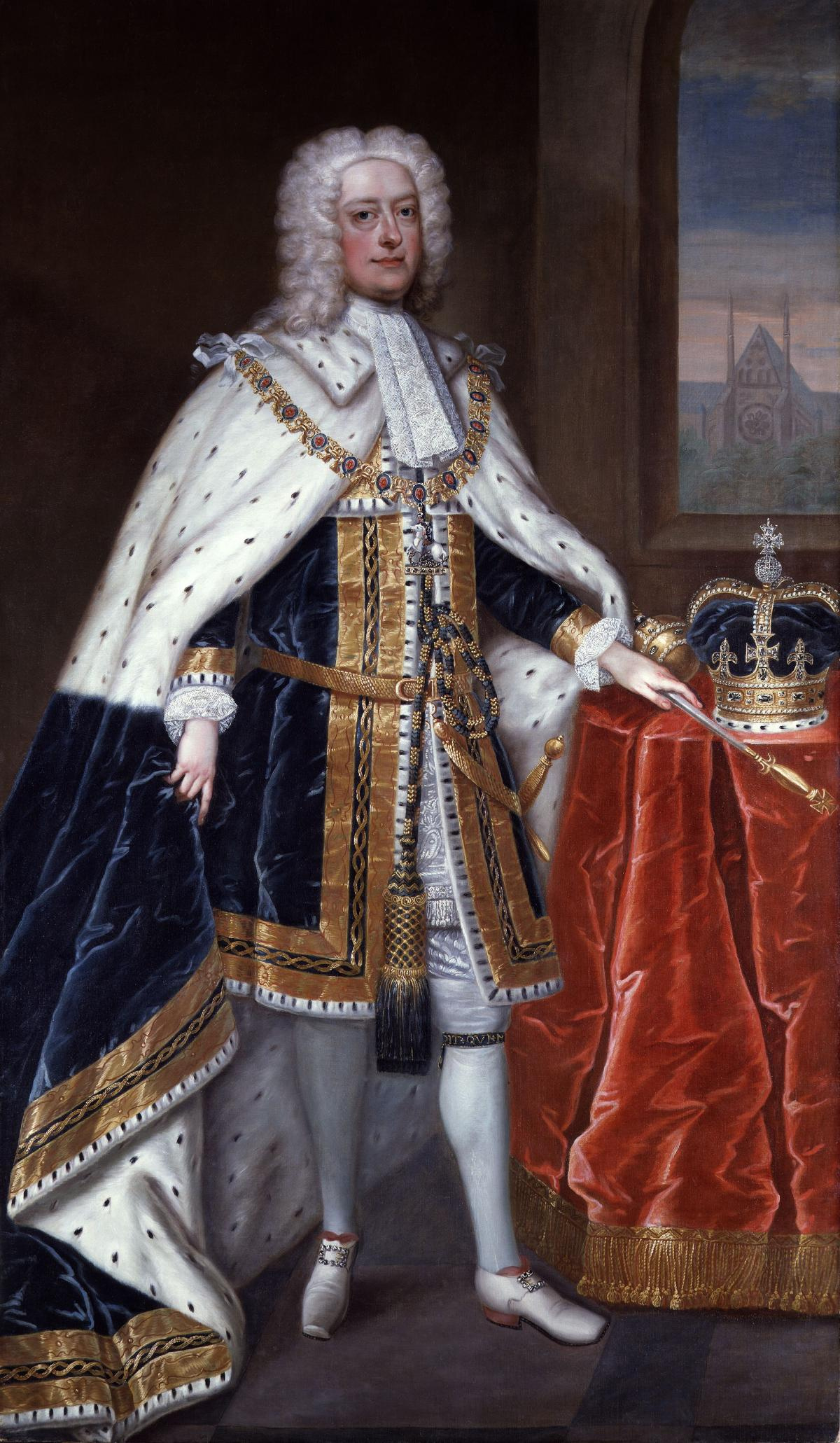
Georg II. wurde 1727 König von Großbritannien, König von Irland und Kurfürst von Braunschweig-Lüneburg.

Ausgehend von der Regierungskrise wegen der „Südseeblase“ übertrug Walpole zu Beginn seiner Amtszeit den Bestand der South Sea Company an die Britische Ostindien-Kompanie (East India Company) und die Bank of England. Am 17. Oktober 1722 wurde der Habeas Corpus Act von 1679 ausgesetzt, nachdem ein 1720 geplantes jakobitisches Komplott des Bischofs von Rochester, Francis Atterbury, aufgedeckt wurde, welches den alten Thronprätendenten (The Old Pretender) James Francis Edward Stuart, Sohn des abgesetzten Königs Jakob II., als König Jakob III. proklamieren sollte. 1722 entschied das Parlament zudem, dass Journalisten nicht über politische Debatten berichten sollten. Im Juni 1723 wurde Henry St. John, 1. Viscount Bolingbroke begnadigt und kehrte aus dem Exil zurück. Allerdings wurde es ihm untersagt, seinen Sitz im Oberhaus (House of Lords) einzunehmen. 1715 floh Henry St. John, Lord Bolingbroke, als Tory-Politiker wegen seiner Beteiligung an geheimen Verhandlungen vor dem Frieden von Utrecht 1713 nach Frankreich, wo er seine Memoiren mit dem Titel Reflections on Exile verfasste, und wurde dort „Staatssekretär“ des Thronprätendenten James Francis Edward Stuart. Lord Bolingbrokes Flucht gab der Whig-Propaganda Glaubwürdigkeit, dass Tories Jakobiten waren. Am 6. April 1724 wurde Thomas Pelham-Holles, 1. Duke of Newcastle-upon-Tyne Staatssekretär für den Süden und sein jüngerer Bruder Henry Pelham ohne Sitz in der Regierung Staatssekretär für Krieg (Secretary at War). 1725 wurde durch König Georg I. der Order of the Bath gestiftet. 1726 lässt General George Wade militärische Straßen in den schottischen Highlands erbauen.

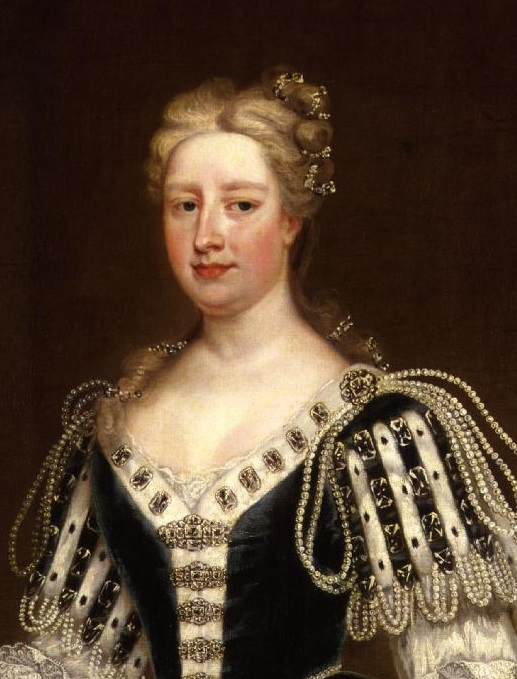
Caroline von Brandenburg-Ansbach, Ehefrau von Georg II. und Königin von Großbritannien, hatte zusammen mit Premierminister Walpole großen Einfluss auf den König.

Nach dem Tode von König Georg I. am 22. Juni 1727 im Schloss Osnabrück, wurde sein Sohn als Georg II. dessen Nachfolger als König von Großbritannien, König von Irland und Kurfürst von Braunschweig-Lüneburg.
Wie sein Vater konnte auch er sich nicht für England begeistern. Immerhin sprach er leidlich Englisch mit einem starken deutschen Akzent. Seine Gemahlin Caroline von Brandenburg-Ansbach war von bemerkenswerter Intelligenz und fand sich mit würdiger Haltung mit den Seitensprüngen ihres Gatten ab. Obwohl Georg II. sich keine Mühe gab, seine Liebesabenteuer zu verheimlichen, konnte er doch nicht umhin, seine Frau zu bewundern und ihre Überlegenheit anzuerkennen. Walpole gelang es als geschicktem Diplomat, mit Hilfe von Caroline den König zu lenken. Jeden Tag teilte der Premierminister im Laufe einer Unterhaltung der Königin mit, welche Entscheidungen er vom König erwarte. Caroline verstand es mit großem Geschick, den König selbst zu dem jeweils vorgesehenen Standpunkt zu führen, ohne dass dieser in seinem Stolz durch diese Bevormundung verletzt worden wäre. Walpole, der auf diese Weise großen Einfluss bei Hofe hatte, musste allenfalls mit einer Opposition im House of Commons rechnen. Die Minister hatten sich somit nach und nach die Verantwortung für die Regierungsgeschäfte angeeignet. Zwar lag kein schriftlich festgelegtes Gesetz vor, das der Regierung ein Zusammengehen mit der Mehrhätte, aber die Herrscher des 17. Jahrhunderts hatten zu eigenwillig gegen ein ihnen feindlich gesinntes Parlament regiert, so dass nun kein Staatsmann mehr ohne die Zustimmung des Ober- und Unterhauses Entscheidungen zu treffen wagte. Walpoles Aufgabe bestand daher darin, eine Mehrheit für die Dauer seiner Regierung zu gewinnen.
Die Entscheidung im sogenannten „Curl's Case“ führte dazu, dass eine obszöne Verleumdung im englischen Recht ein Vergehen im Common Law ist und nicht vor einem kirchlichen Gericht verhandelt und bestraft werden kann. Am 26. Februar 1728 wurde die Veröffentlichung parlamentarischer Debatten als Privilegienbruch (Breach of privilege) verurteilt.
Charles Townshend, 2. Viscount Townshend, Staatssekretär für Nordengland und Schottland sowie für die Beziehungen zu den protestantischen Staaten Nordeuropas, erfand 1730 in Norfolk ein viergängiges System der Fruchtfolge, bei dem Klee und Rüben angebaut werden. Obwohl er ein bedeutender Politiker war, war er wegen seiner landwirtschaftlichen Forschungen bei seinen Freunden als „Turnip“ (‚Rüben‘) Townshend bekannt. Nach einem Streit mit Walpole trat Townshend am 15. Mai 1730 von seinen Ämtern zurück, was zum Ende der Amtszeit der Regierung Walpole–Townshend führte.

### Außenpolitische Ereignisse
Nachdem Spanien die britische Festung Gibraltar belagert hatte, kam es im Februar 1727 zum Beginn des Krieges zwischen Großbritannien und Spanien. Dieser wurde am 9. November 1729 durch den Vertrag von Sevilla beendet, dessen Verhandlungen am 29. Oktober 1729 begonnen hatten. Dieser Vertrag zwischen Spanien, Frankreich und Großbritannien schloss Spanien aus dem imperialen Bündnis aus.

## Mitglieder des Kabinetts
| Amt                                                                       | Amtsinhaber | Beginn der Amtszeit                                   | Ende der Amtszeit                                    |
| ------------------------------------------------------------------------- | --- | ----------------------------------------------------- | ---------------------------------------------------- |
| First Lord of the Treasury (Erster Lord des Schatzamtes)                  | Robert Walpole | 4. April 1721                                         | 15. Mai 1730                                         |
| Chancellor of the Exchequer (Schatzkanzler)                               | Robert Walpole | 4. April 1721                                         | 15. Mai 1730                                         |
| Secretary of State in Northern Department (Staatssekretär für den Norden) | Charles Townshend, 2. Viscount Townshend | 4. April 1721                                         | 15. Mai 1730                                         |
| Secretary of State in Southern Department (Staatssekretär für den Süden)  | John Carteret, Baron Carteret Thomas Pelham-Holles, 1. Duke of Newcastle-upon-Tyne                                                               | 4. April 1721 6. April 1724                           | 4. März 1724 15. Mai 1730                            |
| Lord Chancellor (Lordkanzler)                                             | Thomas Parker, 1. Earl of Macclesfield Peter King, 1. Baron King                                                                                 | 4. April 1721 1. Juni 1725                            | 4. Januar 1725 15. Mai 1730                          |
| Lord Privy Seal (Lordsiegelbewahrer)                                      | Evelyn Pierrepont, 1. Duke of Kingston-upon-Hull Thomas Trevor, 1st Baron Trevor                                                                 | 4. April 1721 10. März 1726                           | 5. März 1726 8. Mai 1730                             |
| Lord President of the Council (Präsident des Geheimen Kronrates)          | Charles Townshend, 2. Viscount Townshend Henry Boyle, 1. Baron Carleton William Cavendish, 2. Duke of Devonshire Thomas Trevor, 1st Baron Trevor | 4. April 1721 25. Juni 1721 27. März 1725 8. Mai 1730 | 25. Juni 1721 14. März 1725 8. Mai 1730 15. Mai 1730 |
| First Lord of the Admiralty (Erster Lord der Admiralität)                 | James Berkeley, 3. Earl of Berkeley George Byng, 1. Viscount Torrington                                                                          | 4. April 1721 1727                                    | 1727 15. Mai 1730                                    |
| Master General of the Ordnance (Generalfeldzeugmeister)                   | John Churchill, 1. Duke of Marlborough William Cadogan, 1. Earl Cadogan John Campbell, 2. Duke of Argyll                                         | 4. April 1721 30. Juni 1722 3. Juni 1725              | 16. Juni 1722 3. Juni 1725 15. Mai 1730              |
| Paymaster of the Forces (Zahlmeister der Streitkräfte)                    | Charles Cornwallis, 4. Baron Cornwallis Spencer Compton, 1. Earl of Wilmington                                                                   | 19. April 1721 15. Februar 1722                       | 15. Februar 1722 15. Mai 1730                        |
| Lord Steward of the Household (Oberhofmarschall)                          | John Campbell, 2. Duke of Argyll Lionel Sackville, 1. Duke of Dorset                                                                             | 4. April 1721 3. Juni 1725                            | 3. Juni 1725 15. Mai 1730                            |
| Lord Chamberlain of the Household (Oberkammerherr)                        | Thomas Pelham-Holles, 1. Duke of Newcastle-upon-Tyne Charles FitzRoy, 2. Duke of Grafton                                                         | 4. April 1721 6. April 1724                           | 6. April 1724 15. Mai 1730                           |
| Master of the Horse (Oberstallmeister)                                    | Richard Lumley, 2nd Earl of Scarbrough | 15, Mai 1530                                          |                                                      |
| Secretary of State for Scotland (Staatssekretär für Schottland)           | John Ker, 1. Duke of Roxburghe | 4. April 1721                                         | August 1725                                          |

## Hintergrundliteratur
- England im 18. Jahrhundert, in: Weltgeschichte in Bildern. Die innere Entwicklung der europäischen Staaten im 18. Jahrhundert, Gondrom Verlag, Bayreuth 1981, ISBN 3-8112-0242-1
- Chris Cook, John Stevenson: British Historical Facts 1688–1760, Macmillan 1988, S. 33–35
- Heinrich Pleticha (Herausgeber): Weltgeschichte. Aufklärung und Revolution. Europa im 17. und 18. Jahrhundert, Bertelsmann Lexikon Verlag, Gütersloh 1996, ISBN 3-577-15008-4
- Ulrike Müller-Kaspar (Herausgeberin): Die Jahrtausendbibliothek. Das Achtzehnte Jahrhundert, Tosa Verlag, Wien 1999
- Chambers Dictionary of World History, Chambers Harrap 2002, ISBN 0-550-13000-4
- Hywell Williams (Herausgeber): The Early Modern World 1450–1799, in: Cassell’s Chronology of World History. Dates, Events and Ideas that Made History, Weidenfeld & Nicolson, London 2005, ISBN 0-304-35730-8
- Der Große Ploetz. Die Enzyklopädie der Weltgeschichte, Verlag Vandenhoeck & Ruprecht, 35. Auflage, 2008, ISBN 978-3-525-32008-2